# Huta Raja Hasundutan
Huta Raja Hasundutan is een bestuurslaag in het regentschap Tapanuli Utara van de provincie Noord-Sumatra, Indonesië. Huta Raja Hasundutan telt 1244 inwoners (volkstelling 2010).